# Haplosaccus elongatus
Haplosaccus elongatus är en kräftdjursart som beskrevs av Shigeko Ooishi och Rolf Dieter Illg 1977. Haplosaccus elongatus ingår i släktet Haplosaccus och familjen Ascidicolidae. Inga underarter finns listade i Catalogue of Life.